# Bulbophyllum cruciatum
Bulbophyllum cruciatum är en orkidéart som beskrevs av Johannes Jacobus Smith. Bulbophyllum cruciatum ingår i släktet Bulbophyllum och familjen orkidéer. Inga underarter finns listade i Catalogue of Life.